# 大蓮寺 (前橋市)
大蓮寺（だいれんじ）は、群馬県前橋市千代田町にある浄土宗の寺院である。
本尊は無量寿如来。

## 歴史
永正2年（1505年）または元亀2年（1571年）、厩橋城下の柳原にて、超蓮社勝誉上人文益浄阿によって創建された。当時、寺の近くを流れる利根川が「虎ケ渕」と呼ばれていたため、山号を虎渕山とした。
慶長6年（1601年）に前橋城主になった酒井重忠により、利根川の洪水氾濫を避けるため、千代田町の現在地に移転した。元和2年（1616年）、弁財天をまつる。
昭和20年（1945年）の前橋空襲により寺のほとんどを焼失し、昭和51年（1976年）に再建された。

## 境内
庫裡、境内編入地、大蓮寺墓地、弁財天、大地蔵石像、観音堂、矢頭右衛門七教兼母の墓がある。

## 矢頭右衛門七教兼母の墓
寺門を入り正面向かって左手には、赤穂浪士の一人である矢頭右衛門七の母の墓がある。吉良義央邸への討ち入りを果たした教兼が切腹した後、その母は教兼の父・長助の従弟にあたる矢頭庄左衛門に引き取られて奥州白河に赴き、その後、長女の嫁ぎ先に身を寄せ、白河から姫路、前橋へと移り、宝暦2年（1752年）4月15日に85歳で没した。

## 周辺
- 妙安寺
- 広瀬川美術館